# René Marti
René Konrad Marti (Sankt Margrethen, 24 maart 1939 − Sankt Gallen, 22 mei 2018) was een Zwitsers orthopeed en hoogleraar aan de Universiteit van Amsterdam.

## Biografie
Marti promoveerde in 1970 in de geneeskunde aan de Universiteit van Zürich op Untersuchungen uber Pankreasschadigung bei Aethylabusus. Per 1 september 1974 trad hij aan als docent aan de Universiteit van Amsterdam met leeropdracht orthopedie. Vanaf 1 september 1976 werd hij gewoon hoogleraar met dezelfde leeropdracht; hij was verbonden aan het Academisch Medisch Centrum. Hij was meermaals congresvoorzitter waarbij van de congressen verslagen werden gepubliceerd. Tevens redigeerde hij verscheidene congresbundels en werken op zijn vakgebied. In 1985 en 1988 was hij in de publiciteit vanwege het aan de orde stellen van de lange wachtlijsten voor zijn patiënten en de niet-vergoeding van operaties door een ziekenfonds. Hij was bovendien bekend van de operaties die hij uitvoerde voor voetballer Marco van Basten en andere sporters. In 2002 ging hij met emeritaat en hield zijn afscheidscollege, getiteld Orthopaed en patient, een symbiose! op 2 april 2004. Ook na zijn emeritaat werkte hij nog mee aan publicaties inzake de orthopedie. Hij was initiatiefnemer van de Stichting Wetenschappelijk Onderzoek Orthopedische Chirurgie (nu genoemd: Marti-Keuning-Eckart (MKE)) en erelid van de Nederlandse Orthopaedische Vereniging.
Prof. dr. R.K. Marti, Ridder in de Orde van de Nederlandse Leeuw, overleed in zijn geboorteland Zwitserland in 2018 op 79-jarige leeftijd.